# Kasteel van Melfi
Het kasteel van Melfi is een monumentaal kasteel in de Italiaanse stad Melfi, regio Basilicata. Het gebouw is een van de belangrijkste middeleeuwse kastelen van Italië. De oudste delen stammen uit de Normandische tijd. In de loop der eeuwen zijn er vele veranderingen aangebracht, vooral in de periodes van de Franse en Spaanse overheersing. Het is in eigendom van de staat.

## Geschiedenis

### Normandiërs

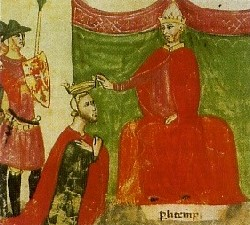
Paus Nicolaas II benoemt tijdens het Eerste Concilie van Melfi Robert Guiscard tot hertog van Apulië en Calabrië. Dit gebeurde in het kasteel van Melfi

De oorsprong van het kasteel van Melfi gaat terug tot de Normandiërs. Het ligt op een strategisch gelegen plek op de grens van Campanië en Apulië. De ligging hoog op een heuvel was zeer geschikt om zich te kunnen verdedigen tegen aanvallen van buiten en als toevluchtsoord voor bondgenoten. In de Normandische tijd speelden zich hier belangrijke historische gebeurtenissen af.
Melfi was de hoofdstad van het hertogdom Apulië. Hier werden vijf oecumenische concilies gehouden, die tussen 1059 en 1137 door verschillende pausen bijeengeroepen werden. In de zomer van 1059 verbleef  paus Nicolaas II in het kasteel en hij was hier het middelpunt van verschillende historische gebeurtenissen. In juni stelde hij het Tractaat van Melfi op en van 3 tot 25 augustus leidde hij het eerste Concilie van Melfi. Ook erkende hij in het Concordaat van Melfi de veroveringen van de Normandiërs. De paus benoemde hierbij Robert Guiscard tot hertog van Apulië en Basilicata. Voor Melfi brak een luisterrijke periode aan: de stad werd aangewezen als hoofdstad van het hertogdom. Robert Guiscard stuurde zijn eerste vrouw Alberada van Buonalbergo in ballingschap om te kunnen trouwen met Sikelgaita van Salerno.
In het kasteel werden nog meer synodes georganiseerd. Paus Alexander II leidde in augustus 1067 het Tweede Concilie van Melfi. Hij ontving hier Gisulf II de Longobardische vorst van Salerno en de twee broers Robert Guiscard en Rogier I van Sicilië. In de loop van het Derde Concilie van Melfi (1089) kondigde paus Urbanus II de Eerste Kruistocht naar het Heilige Land aan. In 1101 organiseerde paus Paschalis II het Vierde Concilie van Melfi en paus Innocentius II in 1137 te slotte het Vijfde Concilie van Melfi. Ook in 1130 was er een concilie in Melfi, maar dat wordt niet door de Rooms-Katholieke Kerk erkend, omdat het door tegenpaus Anacletus II werd gehouden. Hij erkende tijdens dit concilie het Koninkrijk Sicilië.

### Zwaben
Met de komst van de heerschappij van de Zwaben gaf keizer Frederik II het kasteel van Melfi een zeer belangrijke positie en liet daarbij enkele restauraties aan het kasteel uitvoeren. In 1231 werden in het kasteel de Constituties van Melfi afgekondigd, het wetboek van het Koninkrijk Sicilië. Aan het opstellen hiervan namen Frederik II deel en zijn notaris Pier della Vigna. Ook de filosoof en wiskundige Michael Scotus was aanwezig. Het kasteel werd de locatie voor de schatkist van Basilicata en fungeerde tevens als gevangenis, waar ook de Saraceense Othman ibn Affan van Lucera een tijd gevangen heeft gezeten. Hij kwam vrij na het betalen van een losgeld van 50 pond goud. In 1232 ontving Frederik II in het kasteel de markies van Monferrato en zijn nicht Bianca Lancia. Zij werd later zijn vrouw en schonk hem een zoon,  Manfred. In 1241 sloot de keizer twee kardinalen en verschillende bisschoppen uit Frankrijk en Duitsland op in het kasteel, om te voorkomen dat zij deel konden nemen aan een pauselijk concilie dat hem had moeten afzetten.

### Franse en Spaanse overheersing
In 1266 leden de Zwaben een nederlaag en kwam het Franse huis Anjou in het bezit van het kasteel. Karel II van Napels maakte het in 1284 tot officiële residentie voor hem en zijn vrouw Maria van Hongarije. Hij liet het gebouw flink uitbreiden en restaureren. Ook in de 16e eeuw, onder het Spaanse bewind onderging het kasteel veranderingen. Daarna kwam het in het bezit van diverse Italiaanse adellijke families. Tot 1950 was het in het bezit van de familie Doria. De aardbevingen van 1851 en 1930 brachten veel gebouwen in Melfi ernstige schade toe, maar het kasteel werd nauwelijks beschadigd. Sinds 1976 bevindt zich in het kasteel het archeologisch museum van Melfi.

## Beschrijving

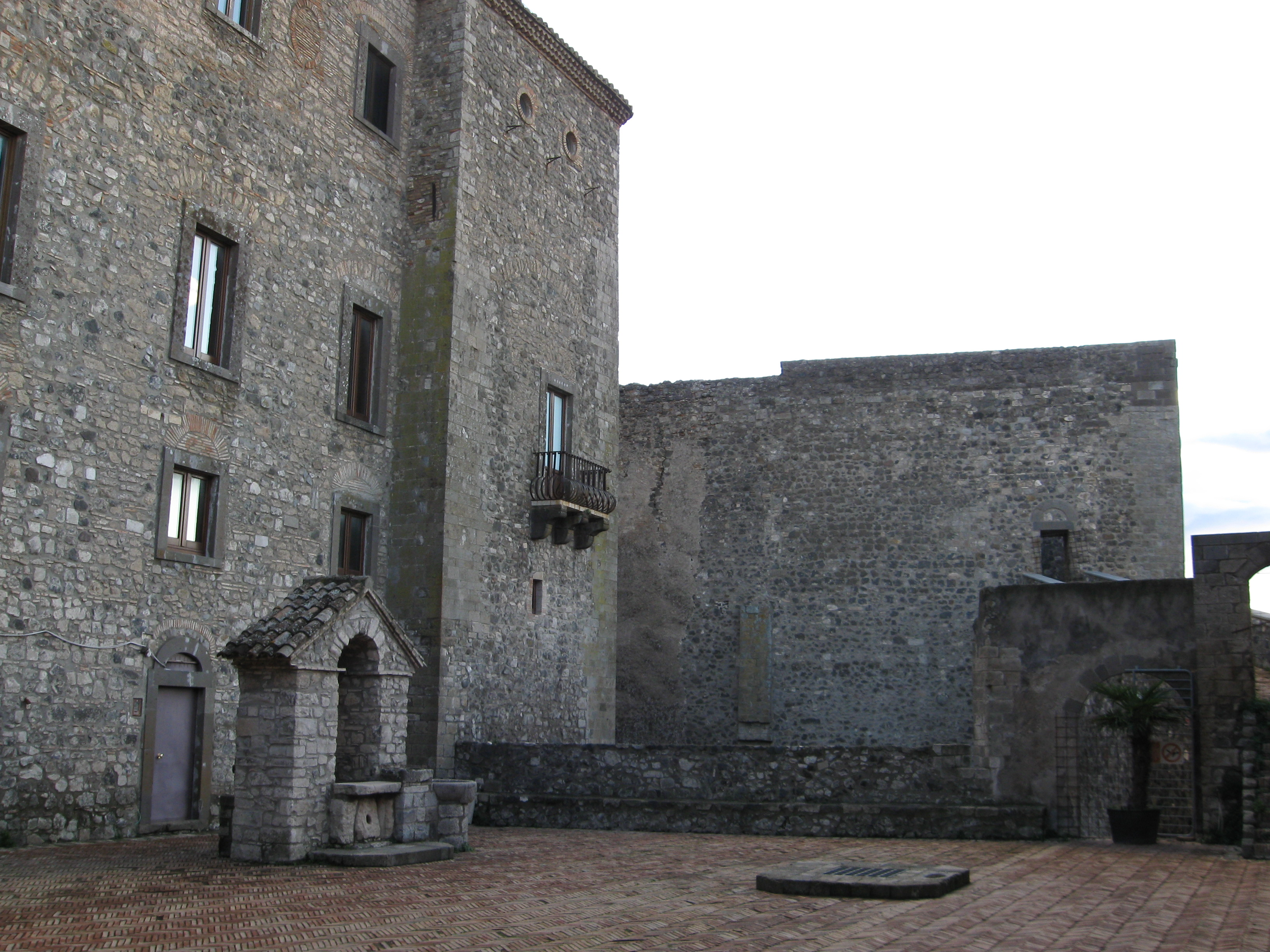
Deel van de binnenzijde van het kasteel

In de loop der eeuwen heeft het kasteel veel verschillende bouwfasen gekend. Er zijn daardoor kenmerken van veel verschillende bouwstijlen te zien, hoewel het kasteel overwegend een middeleeuws uiterlijk heeft. Er zijn tien torens, zeven rechthoekige en drie vijfhoekige.
- Torre dell'Ingresso (Ingangstoren)
- Torre dello Stendardo of dei Cipressi (Vaandeltoren of Cipressentoren)
- Torre della Secretaria of Della Terrazza (Secretarietoren of Terrastoren)
- Torre del Baluardo del Leone (Leeuwenbolwerktoren)
- Torre dell'Imperatore of dei Sette Venti (Keizerstoren of Toren van de Zeven Winden)
- Een toren zonder naam, waarvan alleen enkele resten zijn
- Torre di Nord Est of Torrita Parvula (Noordoosttoren of het kleine torentje)
- Torre delle Carceri of di Marcangione (Gevangentoren of Marcangionetoren)
- Torre della Chiesa (Kerktoren)
- Torre dell'Orologio (Uurwerktoren)

Het kasteel heeft vier ingangen, waarvan slechts een goed begaanbaar is. De eerste bevindt zich in het noordoosten bij het kleine torentje. Deze ingang stond vroeger in verbinding met het omliggende platteland, maar is nu dichtgemetseld. De tweede is ook dichtgemetseld en bevindt zich bij de Kerktoren en kijkt uit over de glacis. De derde is in het zuidwesten, bij het Leeuwenbolwerk. Dit was in de tijd van de Anjou’s de hoofdingang en hierlangs kon men de omwalling en de stad bereiken. De vierde ingang is nog in gebruik en werd gemaakt door de Doria’s. Via een brug heeft men toegang tot de omgeving. Deze brug was vroeger een ophaalbrug. In het interieur zijn nog altijd sporen te herkennen van de Normandische en Zwabische tijd, ook al is het paleis in de 17e en 18e eeuw door de Doria’s omgebouwd tot een adellijk woonhuis.
Na de brug ziet men een portaal uit de 18e eeuw met een opschrift dat melding maakt van Karel V en Andrea Doria. Daarna komt men op de binnenplaats, waarvandaan men de stallen kan bereiken en twee kleinere binnenplaatsen. Deze werden allemaal tussen 1278 en 1281 gebouwd op bevel van Karel II van Anjou. Ook in deze tijd zijn de Troonzaal (waar nu het museum is) aan de noordkant en de Wapendragerzaal eronder gebouwd. Ook noemenswaardig is de Bordenzaal, waar de Constituties van Melfi werden afgekondigd.

## Galerij

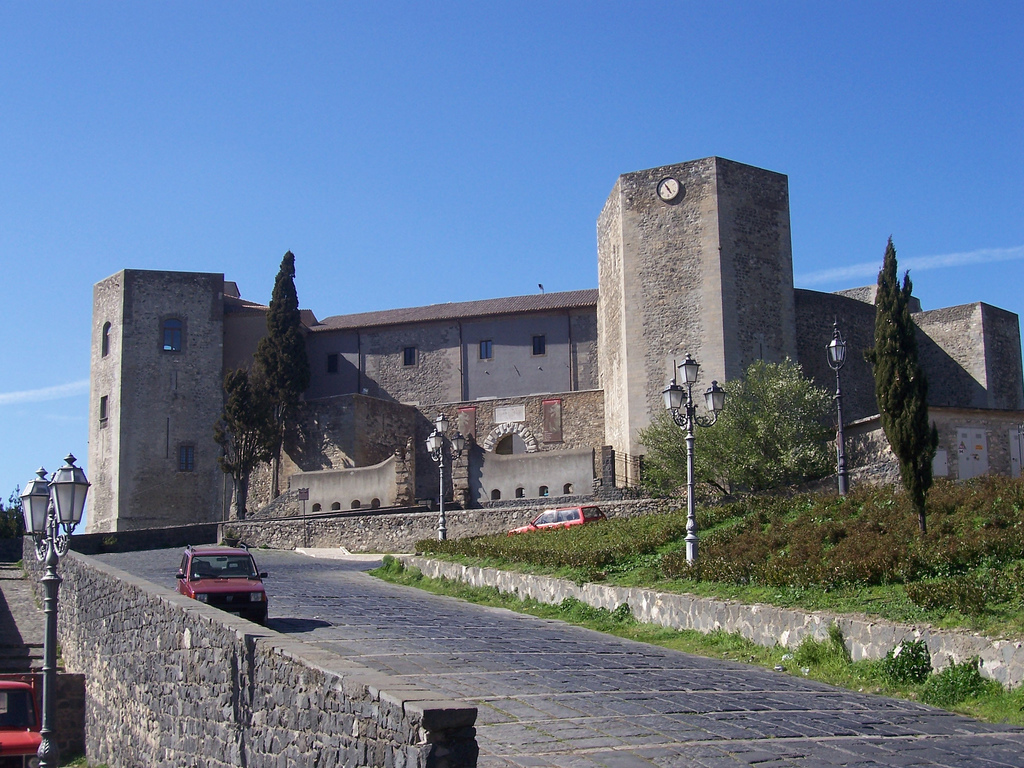
Toegangsweg
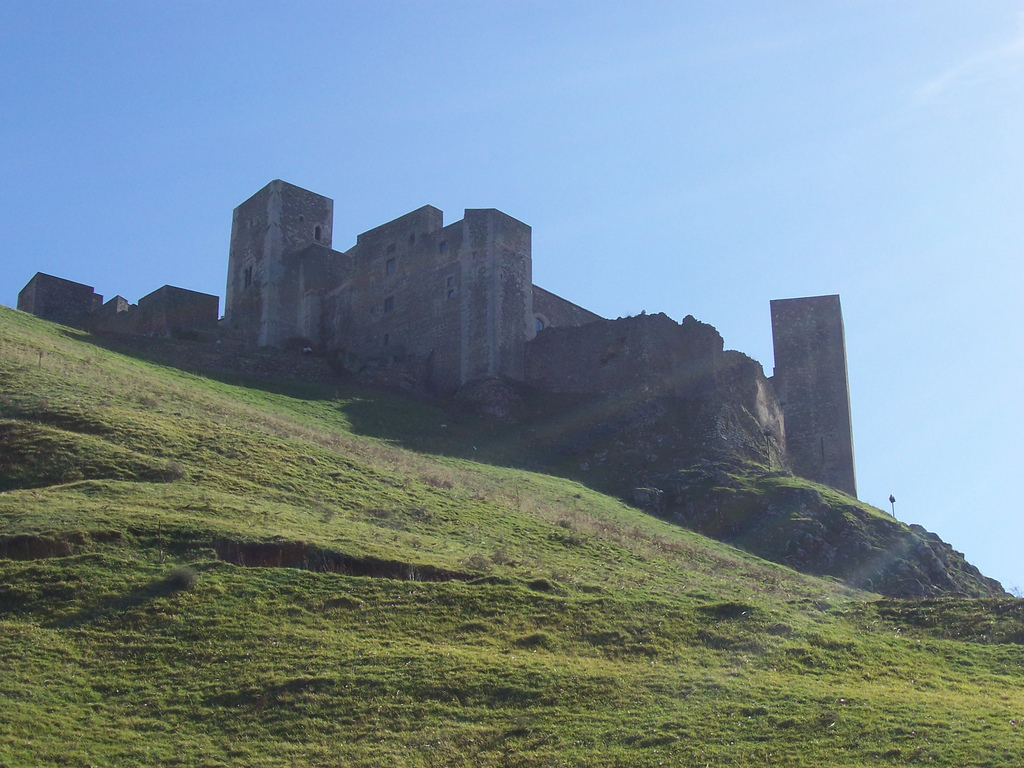
Kasteel van Melfi
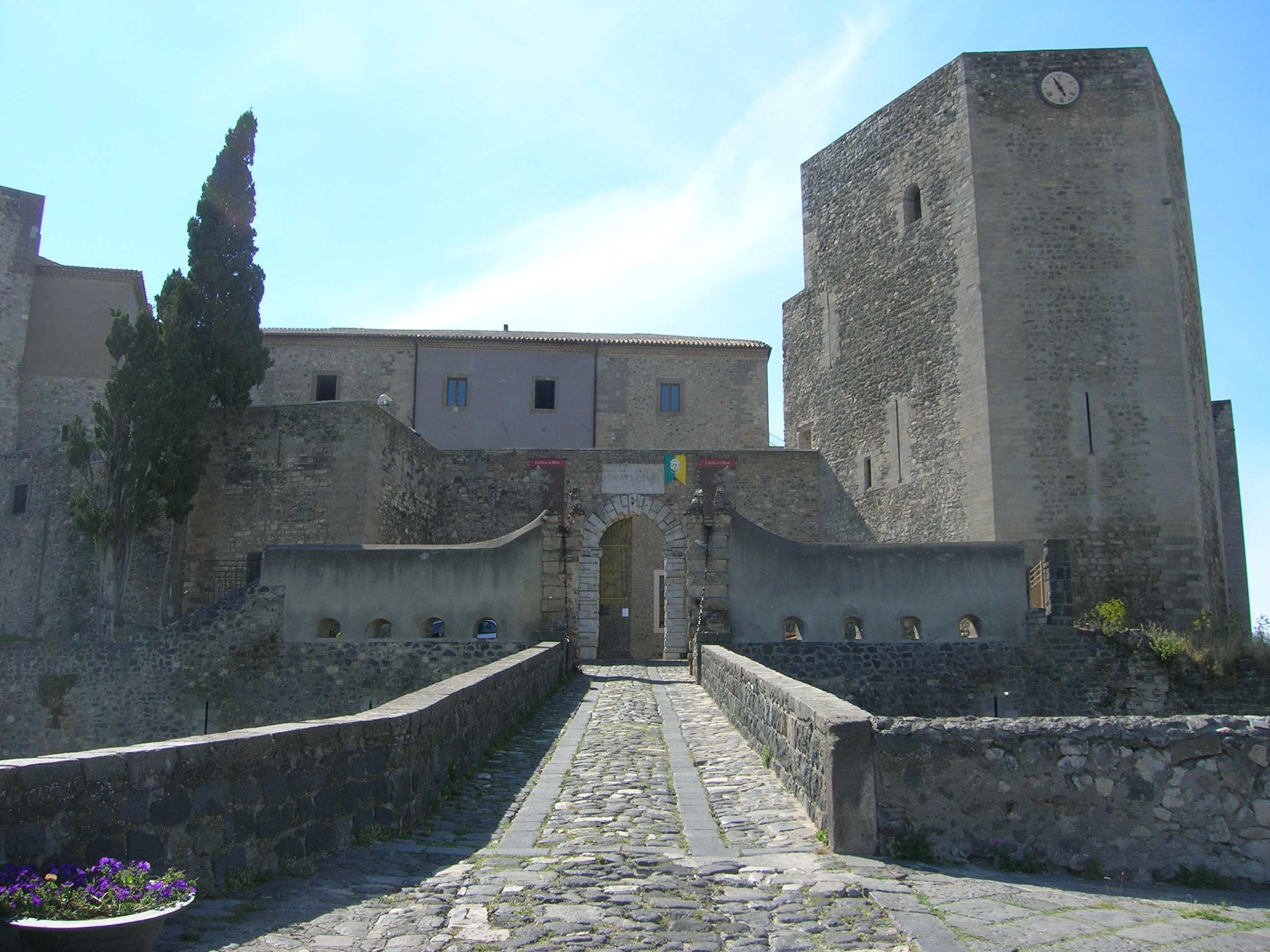
Ingang
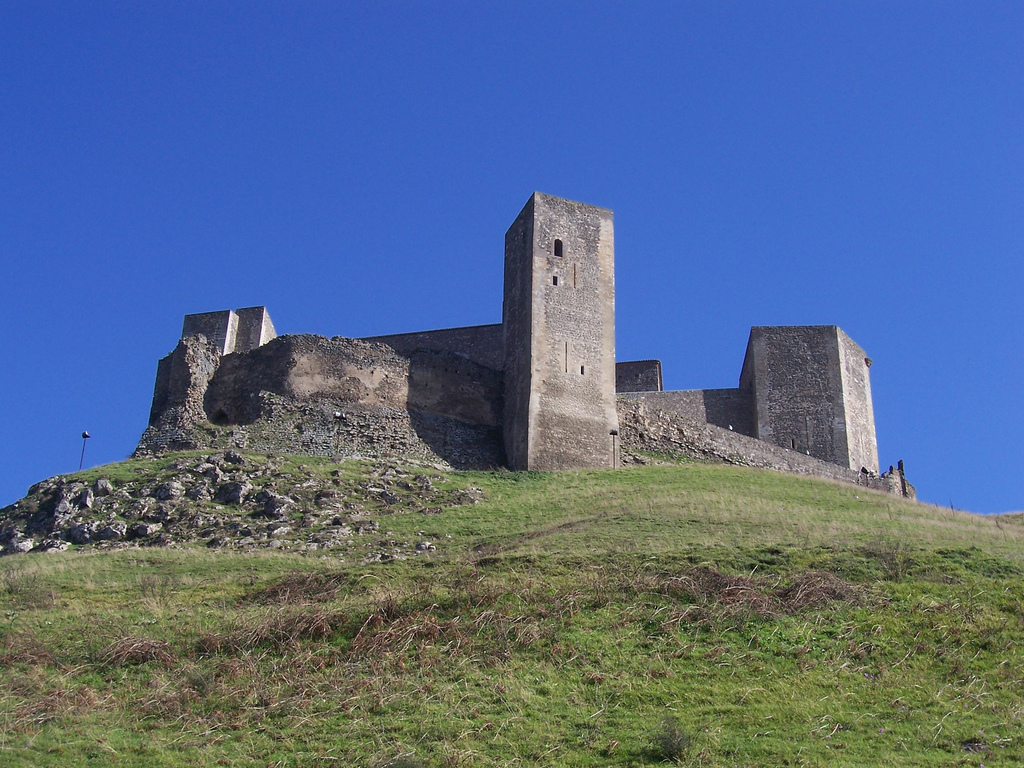
Kasteel van Melfi
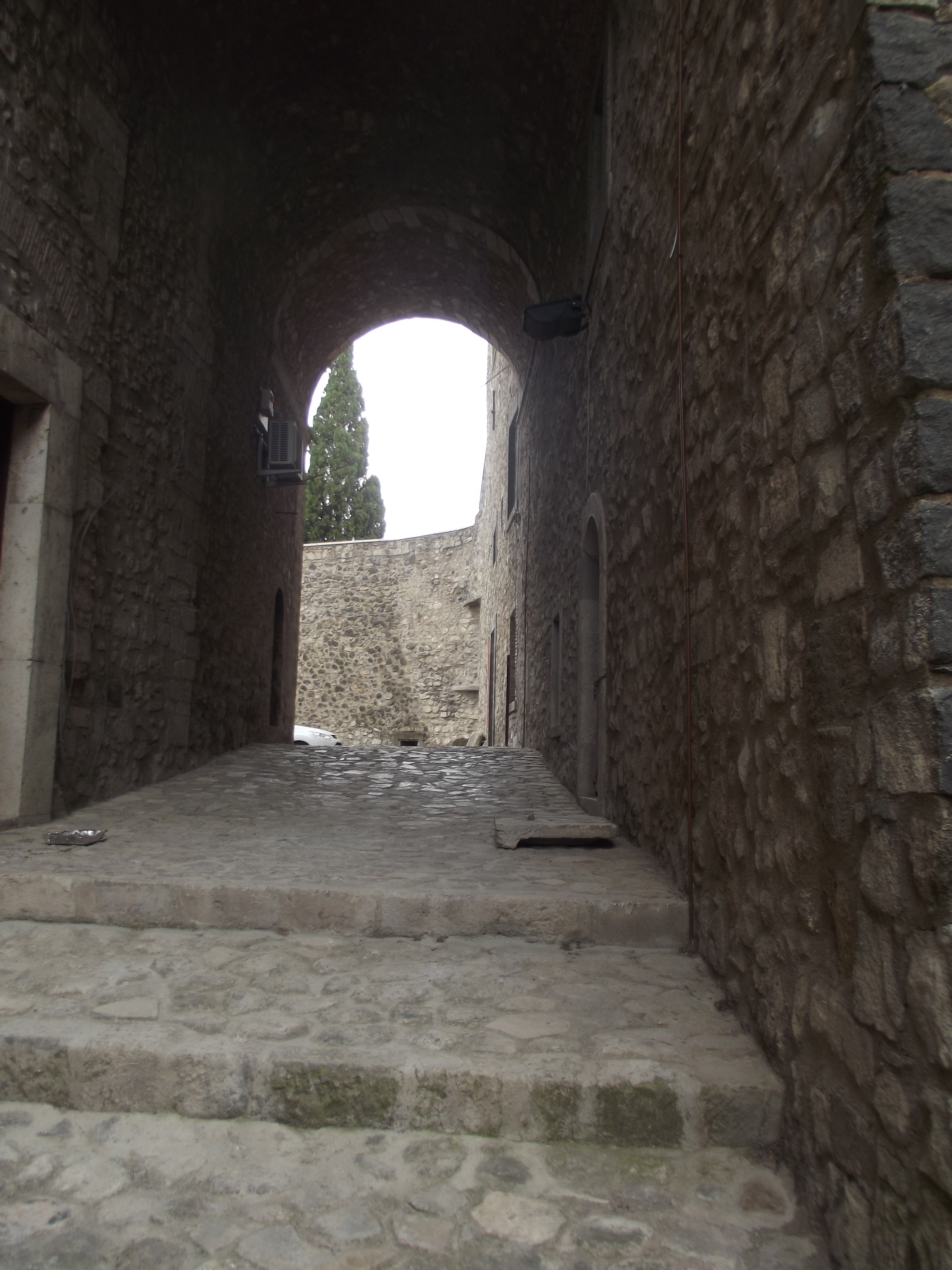
In het kasteel